# Montadaeum purcelli
Montadaeum purcelli is een hooiwagen uit de familie Triaenonychidae.